# Calamodes sordidaria
Calamodes sordidaria är en fjärilsart som beskrevs av Rothschild 1914. Calamodes sordidaria ingår i släktet Calamodes och familjen mätare. Inga underarter finns listade i Catalogue of Life.